# Thapsia grandis
Thapsia grandis é uma espécie de gastrópode da família Helicarionidae.
É endémica da Tanzânia.